# Cross-fader

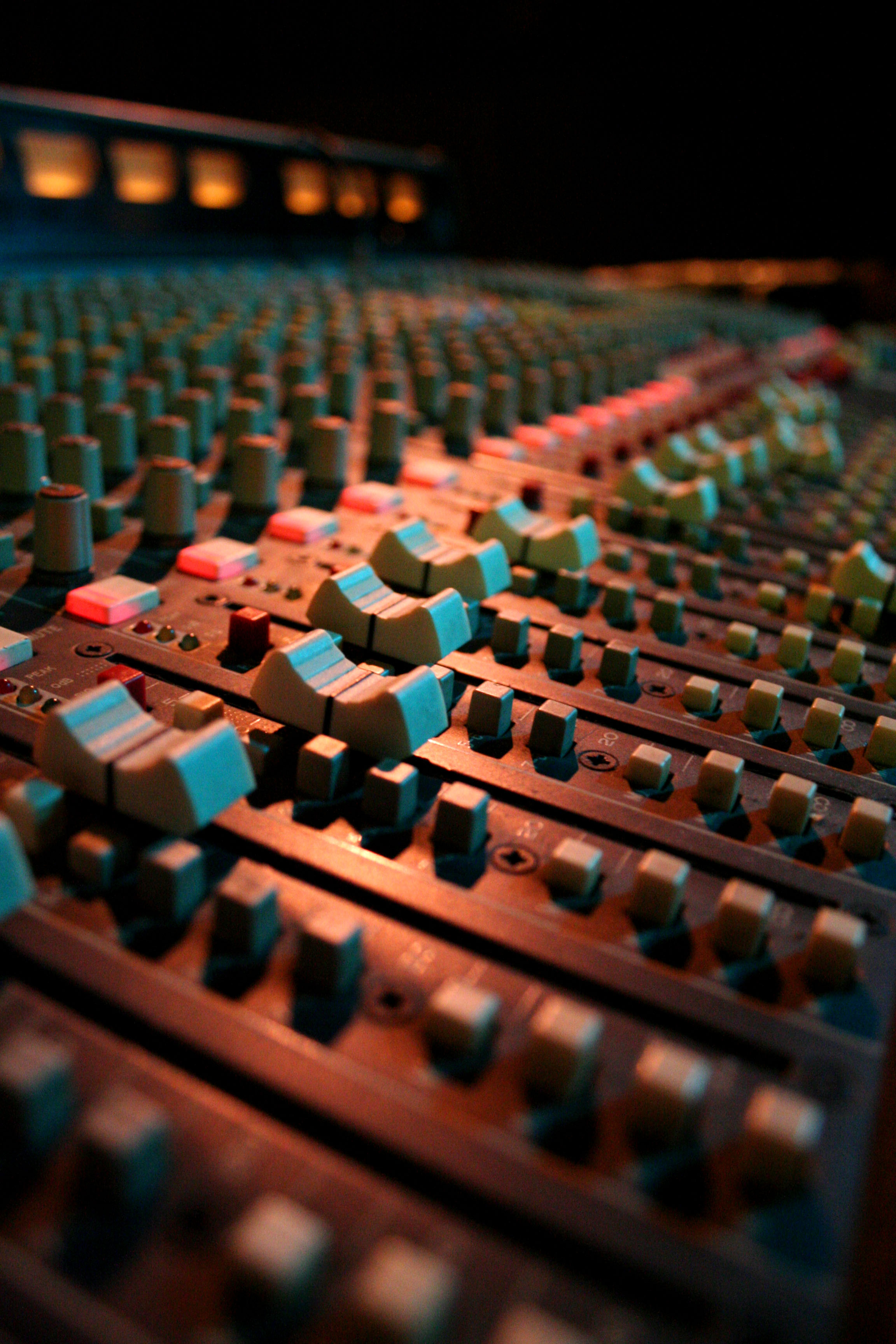
Un mixer

Il cross-fader, in ingegneria acustica, è lo strumento che determina l'ampiezza relativa dei segnali di due canali, all'interno del suono complessivo emesso dal mixer o da un software di montaggio digitale. Essendo uno strumento usato molto spesso durante il mixaggio, di solito è disposto al centro del mixer, sotto i canali, in una posizione comoda all'operatore.
La levetta (o il cursore) scorre su un binario orizzontale (a differenza dei canali che scorrono su binari verticali).
Se tale leva si trova al centro del binario, l'intensità dei due canali sarà identica, se invece la leva si trova più a destra o più a sinistra il canale relativo al lato corrispondente sarà più influente.
Cross-fade è un termine che indica l'effetto di "dissolvenza incrociata", ottenuto facendo scorrere la leva in modo uniforme da un lato all'altro del mixer, rendendo morbida la transizione tra due brani successivi, l'uno in dissolvenza (fade-out), l'altro in ingresso (fade-in).
I canali su cui agisce il cross-fader sono di solito i canali centrali del mixer, ad esempio: su un mixer a 4 canali, i canali presenti sul cross-fader saranno il secondo e il terzo, su uno a 5 il secondo e il terzo o il terzo e il quarto. Esistono anche mixer di categoria professionale che permettono all'operatore o al dj di scegliere i canali da usare con il cross-fader.